# One Shot '80 Volume 11
One Shot '80 Volume 11 è l'undicesima raccolta di canzoni degli anni '80, pubblicata in Italia dalla Universal su CD (catalogo 314 5 56415 2) e cassetta (314 5 56415 4) nel 2001, appartenente alla serie One Shot '80 della collana One Shot.
Raggiunge la posizione numero 13 nella classifica degli album in Italia del 2001, risultando il 138° più venduto nel 2001.

## Tracce
Il primo è l'anno di pubblicazione del singolo, il secondo quello dell'album; altrimenti coincidono. 
1. Michael Cretu – Samurai (Did You Ever Dream?) (english album version) – 5:15 (testo: Richard Palmer James – musica: Michael Cretu) – 1985
2. Yazoo – Situation (US 12" dub version) – 5:44 (Vince Clarke, Alison Moyet) – 1982
3. The Twins – Ballet Dancer – 3:27 (testo: Ronny Schreinzer – musica: Sven Dohrow) – 1983
4. À Caus' des Garçons – À cause des garçons – 4:08 (testo: Pierre Grillet – musica: Alain Chamfort) – 1987
5. Michael Sembello – Maniac (soundtrack version) – 4:02 (Michael Sembello, Dennis Matkosky) – 1983
6. Erasure – Sometimes – 3:36 (Vince Clarke, Andy Bell) – 1986, 1987
7. Howard Jones – New Song – 4:14 (Howard Jones) – 1983, 1984
8. Swing Out Sister – Surrender (album version) – 3:55 (Andy Connell, Corinne Drewery, Martin Jackson) – 1987
9. Gino Vannelli – Black Cars – 3:10 (Gino Vannelli, Roy Freedland) – 1985
10. Talk Talk – Such a Shame (album version) – 5:34 (Mark Hollis) – 1984
11. Fra Lippo Lippi – Shouldn't Have To Be Like That – 3:51 (testo: Rune Kristoffersen – musica: Rune Kristoffersen, Øyvind Kvalnes) – 1986, 1985
12. Chris de Burgh – High on Emotion – 4:26 (Chris De Burgh) – 1983, 1984
13. Men at Work – Down Under – 3:44 (Colin Hay, Ron Strykert) – 1981
14. China Crisis – Wishful Thinking (single version) – 4:07 (Eddie Lundon, Gary Daly) – 1983
15. Dexys Midnight Runners – Come On Eileen (single version) – 4:06 (Kevin Rowland, James Paterson, Kevin Adams) – 1982
16. King – Alone without You – 3:36 (Paul King) – 1985
17. Arcadia – Election Day (single version) – 4:27 (Roger Taylor, Nick Rhodes, Simon LeBon) – 1985
18. Bonnie Tyler – Total Eclipse of the Heart (album version) – 6:58 (Jim Steinman) – 1983